# August Eberhard (Politiker)
August Eberhard (* 26. August 1941 in Theißenegg, Gemeinde Wolfsberg; † 1. März 2016 in Wien) war ein österreichischer Politiker (ÖVP) und Fachschullehrer. Er war von 1989 bis 1995 Mitglied des Bundesrates und von 1995 bis 2004 Abgeordneter zum Kärntner Landtag.

## Ausbildung und Funktionen
Eberhard wurde in Theißenegg in der Gemeinde Wolfsberg geboren. Er besuchte von 1948 bis 1955 die Volksschule und absolvierte danach von 1955 bis 1958 die landwirtschaftliche Berufsschule. 1960 setzte er seine Ausbildung an der Höheren Bundeslehranstalt für alpenländische Landwirtschaft in Raumberg fort und legte dort 1964 die Matura ab. 1968 legte er die Befähigungsprüfung für den landwirtschaftlichen Lehr- und Förderungsdienst ab, nachdem er von 1966 bis 1967 seinen Präsenzdienst geleistet hatte. Eberhard war von 1964 bis 1969 als Lehrer an einer landwirtschaftlichen Berufsschule beschäftigt. Er übernahm von 1969 bis 1976 deren Leitung und war ab 1976 als Fachschullehrer tätig. Ab 1987 war er wiederum Fachschulleitervertreter. Ihm wurde der Berufstitel Studienrat verliehen.

## Politik und Funktionen
Eberhard war in der Lokalpolitik der Gemeinde Wolfsberg aktiv, wobei er seine politische Karriere als Bürgermeister der Gemeinde Waldenstein begann. Der Gemeinde Waldenstein, die 1973 nach Wolfsberg eingemeindet wurde, stand er von 1970 bis 1972 vor. Er war ab 1973 Mitglied des Gemeinderates der Stadtgemeinde Wolfsberg und hatte von 1979 bis 1990 die Funktion eines Stadtrats inne. Zuletzt war Eberhard Mitglied im Ausschuss für Finanzwirtschaft und Sportangelegenheiten. Vom 21. April 1989 bis zum 24. Oktober 1995 war er Mitglied im Österreichischen Bundesrat, danach wechselte er am 25. Oktober 1995 für Herwig Hofer in den Kärntner Landtag, dem er bis zum Jahr 2004 angehörte. Innerparteilich war Eberhard ab 1968 Gemeindepartei- bzw. Ortsparteiobmann der ÖVP Waldenstein, 1988 wurde er zum Bezirksparteiobmann der ÖVP Wolfsberg gewählt. Er war ab 1992 Vorsitzender der Sektion 27 (Landwirtschaftslehrer Kärntens) der Gewerkschaft Öffentlicher Dienst und ab 1989 Obmann des Dienststellenausschusses und Zentralausschusses der Landwirtschaftslehrer Kärntens.

## Auszeichnungen
- Goldene Ehrennadel der Stadt Wolfsberg (2011)